# گلبو سفلی
گلبو سفلی، روستایی در دهستان سالاری بخش بلهرات شهرستان میان‌جلگه در استان خراسان رضوی ایران است. این روستا، مرکز بخش بلهرات است.

## جمعیت
بر پایه سرشماری عمومی نفوس و مسکن در سال ۱۳۹۵، جمعیت این روستا برابر با ۱٬۱۳۶ نفر (۳۴۵ خانوار) بوده است.